# Leo Price
Little Leo Price (* 1935 in Kenner, Louisiana) ist ein amerikanischer Rhythm-&-Blues-Musiker und Songwriter.
Price ist der jüngere Bruder von Lloyd Price, mit dem er eine erste Band gründete. Als Instrument wählte Leo Price das Schlagzeug. Lloyd erinnert sich: „Als ich eines Tages auf den Tasten herumklimperte, brachte mein kleiner Bruder Leo ein Bierkiste aus Pappe, setzt sich neben mich und begann mit einem Stecken darauf herumzuschlagen. Zu der Zeit wusste ich nicht, was die Rolle des Schlagzeuger bedeutete, aber Leo hatte Rhythmus und vermittelte mir, was ich heute als ‚Timing‘ kenne.“ Nach gemeinsamen Proben im Musikraum der Schule wurde der Besitzer des örtlichen Clubs Morgan’s auf die Jungs aufmerksam und engagierte sie nach eine Weile für Auftritte am Freitag Abend. Auch die heftige Intervention des Vaters konnte den erst 14-jährigen Nachwuchsdrummer nicht davon abhalten.
Mit seinem Welterfolg Lawdy Miss Clawdy verließ Lloyd 1952 das beschauliche Kenner und Leo widmete sich zunächst dem Songwriting. So schrieb er für seinen Bruder Ain’t It a Shame und nahm ein Demo-Tape mit dem Titel Wish You Were Here auf, welches von John Marascalco überarbeitet und als Send Me Some Lovin’ von Little Richard aufgenommen wurde. Die BMI zeichnete beide Songs mit einem Preis aus. Eine von Price eingesungene Demoaufnahme von Send Me Some Lovin’ erschien 1992 erstmals auf dem Sampler Creole Kings of New Orleans. Eine weitere Arbeit für Little Richard war Can’t Believe You Wanna Leave. 1958 mischte sich Leo Price erfolglos in einen Streit um Verlagsrechte für Sam Cookes Erfolgstitel You Send Me zwischen Cooke, dessen Produzent Bumps Blackwell und dem Specialty-Chef Art Rupe ein, indem er behauptete, er habe den Song ursprünglich geschrieben und Cooke habe ihn unrechtmäßig bei Keen Records aufgenommen. Unter seinem eigenen Künstlernamen Little Leo veröffentlichte Price für Meladee Records, Hull Records und Mascot Records einige Singles. Bei der BMI sind insgesamt 21 Songs auf seinen Namen als Songwriter registriert. 2011 trat Little Leo beim 10. Ponderosa Stomp, einem Festival in New Orleans, auf.